# Bathyplectes glacialis
Bathyplectes glacialis là một loài tò vò trong họ Ichneumonidae.